# Halldór Orri Björnsson
Halldór Orri Björnsson (* 2. března 1987, Island) je islandský fotbalový útočník, který v současnosti působí v klubu Falkenbergs FF. Je také islandským reprezentantem.
Mimo Islandu působil v Německu a Švédsku.

## Reprezentační kariéra
V A-mužstvu Islandu debutoval 24. 2. 2012 v rámci Kirin Challenge Cup v Ósace v zápase proti domácímu týmu Japonska (prohra 1:3).